# Юсеф Айман (катарский футболист)
Юсеф Айман Хафиз Фархат (араб. يوسف أيمن حافظ فرحات‎; род. 21 марта 1999, Египет) — катарский футболист, защитник клуба «Аль-Духаиль», выступающий на правах аренды за «Катар СК».

## Клубная карьера
Выпускник катарской Академии Эспайр. Футбольную карьеру начинал в клубе «Лехвия». В её составе 28 октября 2016 года дебютировал в чемпионате Катара в домашнем матче с «Аль-Араби», появившись на поле в стартовом составе. Встреча завершилась победой 4:1. По итогам сезона «Лехвия» заняла первое место в турнирной таблице и стала чемпионом страны. Летом 2017 года клуб объединился с «Аль-Джаишем» под новым названием — «Аль-Духаиль». Юсеф Айман продолжил выступление за новую команду.
9 января 2018 года на правах аренды до конца года перешёл в бельгийский «Эйпен», где стал выступать за молодёжные команды клуба. За основной состав не выступал, лишь однажды попав в заявку клуба на матч 1/8 финала Кубка Бельгии против «Дейнзе», но на поле не появившись. По завершении аренды вернулся в «Аль-Духаиль».
В январе 2019 отправился в аренду в «Катар СК». Дебютировал за клуб из Дохи 28 февраля в гостевой встрече с «Аль-Саддом», в котором «Катар СК» потерпел разгромной поражение со счётом 1:8. По завершении сезона вернулся в «Аль-Духаиль», после чего отправился в новую аренду в «Ас-Сайлию», но там не сыграл ни одного официального матча.
Перед сезоном 2020/2021 вновь стал игроком «Катар СК». 25 января 2021 года принимал участие в финальном матче Кубка эмира Катара, соперником по которому являлся «Эш-Шамаль». Основное и дополнительное время матча завершились вничью со счётом 2:2, а в серии пенальти «Катар СК» уступил.

## Карьера в сборной
В январе 2018 года был в составе молодёжной сборной Катара на молодёжном чемпионате Азии, но ни разу не вышел на поле. По итогам турнира Катар дошёл до финала, где уступил сборной Вьетнама, и завоевал серебряный медали.
В мае 2018 года в составе молодёжной сборной Катара принимал участие в Турнире в Тулоне. Дебютировал за сборную в матче со сборной Мексики, в котором Катар уступил хозяевам сопернику со счётом 1:2. Сборная заняла последнее место в группе, набрав только одно очко. Айман принял участие также в матче с Южной Кореей за 11-е место, в котором катарцы также уступили.
Осенью 2018 года выступал за юношескую сборную Катара на юношеском чемпионата Азии в Индонезии. Юсеф Айман принял участие во всех трех матчах группового этапа, по итогам которого катарцы заняли первое место в группе, набрав шесть очков. В четвертьфинальном матче с Таиландом основное время завершилось вничью 3:3, а в дополнительное время Катар забил в ворота соперника четыре безответных мяча. Окончательный счёт установил Юсеф Айман на 120-й минуте. В полуфинале катарцы уступили Южной Корее.

## Достижения
Катар (до 23 лет)
- Серебряный призёр молодёжного чемпионата Азии: 2018

«Лехвия»
- Чемпион Катара: 2016/17

«Катар СК»
- Финалист Кубка эмира Катара: 2020/21